# Marcilly-sur-Maulne
Marcilly-sur-Maulne település Franciaországban, Indre-et-Loire megyében. Lakosainak száma 216 fő (2022. január 1.). Marcilly-sur-Maulne Braye-sur-Maulne, Lublé, Villiers-au-Bouin és Noyant-Villages községekkel határos.

## Népesség
A település népességének változása:
| Lakosok száma | 315  | 245  | 241  | 257  | 231  | 235  | 230  | 219  | 218  | 216  |
|               | 1968 | 1982 | 1990 | 2006 | 2013 | 2015 | 2017 | 2019 | 2020 | 2022 |